# АИВ
Корм для скота АИВ является разновидностью силоса. Метод получения данного корма был разработан финским химиком и агрономом Арттури Ильмари Виртаненом, и от его инициалов получил своё название. Жидкая составляющая, которую изобрёл Виртанен, добавлялась в стандартный корм для того, чтобы он лучше хранился, что имело огромную важность во время долгих зим. Виртанен придумал добавлять разбавленную соляную или серную кислоту в свежезаготовленный силос. Благодаря этому удавалось предотвратить начало процесса брожения без каких-либо побочных эффектов, которые бы ухудшали питательные свойства силоса, и не наносили вреда здоровью скота.
На рынок корм АИВ поступил уже в 1929 году, а сам метод Виртанена был запатентован в 1932 году. В 1945 году Виртанену была присуждена Нобелевская Премия в области химии «за исследования и достижения в области агрохимии и за изобретение метода сохранения корма».
Современная версия жидкой составляющей АИВ содержит 76 % муравьиной кислоты, 5,5 % муравьинокислого аммония и воды. Данный состав обладает высокой кислотностью и потому требует соблюдения определённых норм безопасности при обращении с ним.
При использовании ранних версий жидкости техника была следующей: в земле вырывалась яма, в неё складывался силос, после чего на него сверху выливался раствор АИВ. В настоящее время данный раствор автоматически создаётся в уборочных машинах и сразу добавляется в корм. На три тонны силоса требуется примерно 5 литров раствора АИВ. Раствор может оказывать раздражающее воздействие на кожу, однако он безвреден для здоровья скота и людей.